# يوسيإي ناكاهارا
يوسيإي ناكاهارا (باليابانية: 中原 優生) (15 يونيو 1993 في كاغوشيما في اليابان – )؛ هو لاعب كرة قدم ياباني سابق كان يلعب كلاعب وسط.

## وصلات خارجية
- يوسيإي ناكاهارا على موقع رابطة كرة القدم اليابانية للمحترفين (اليابانية)
- يوسيإي ناكاهارا على موقع قاعدة بيانات كرة القدم.إي يو (الإنجليزية)
- يوسيإي ناكاهارا على موقع Soccerway.com (الإنجليزية)
- يوسيإي ناكاهارا على موقع عالم كرة القدم.نت (الإنجليزية)